# Operacja Neptune Spear

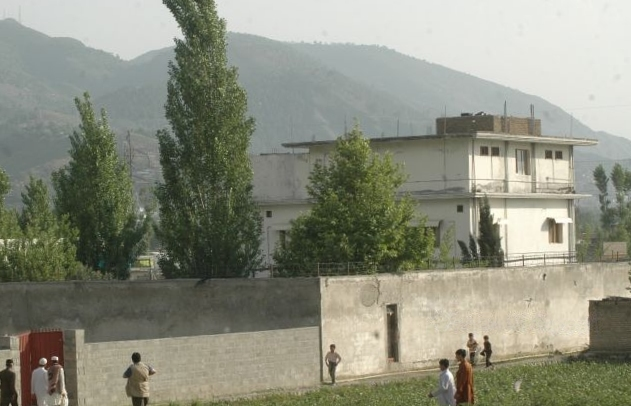
Budynek w Abbottabadzie, w którym ukrywał się Osama bin Laden

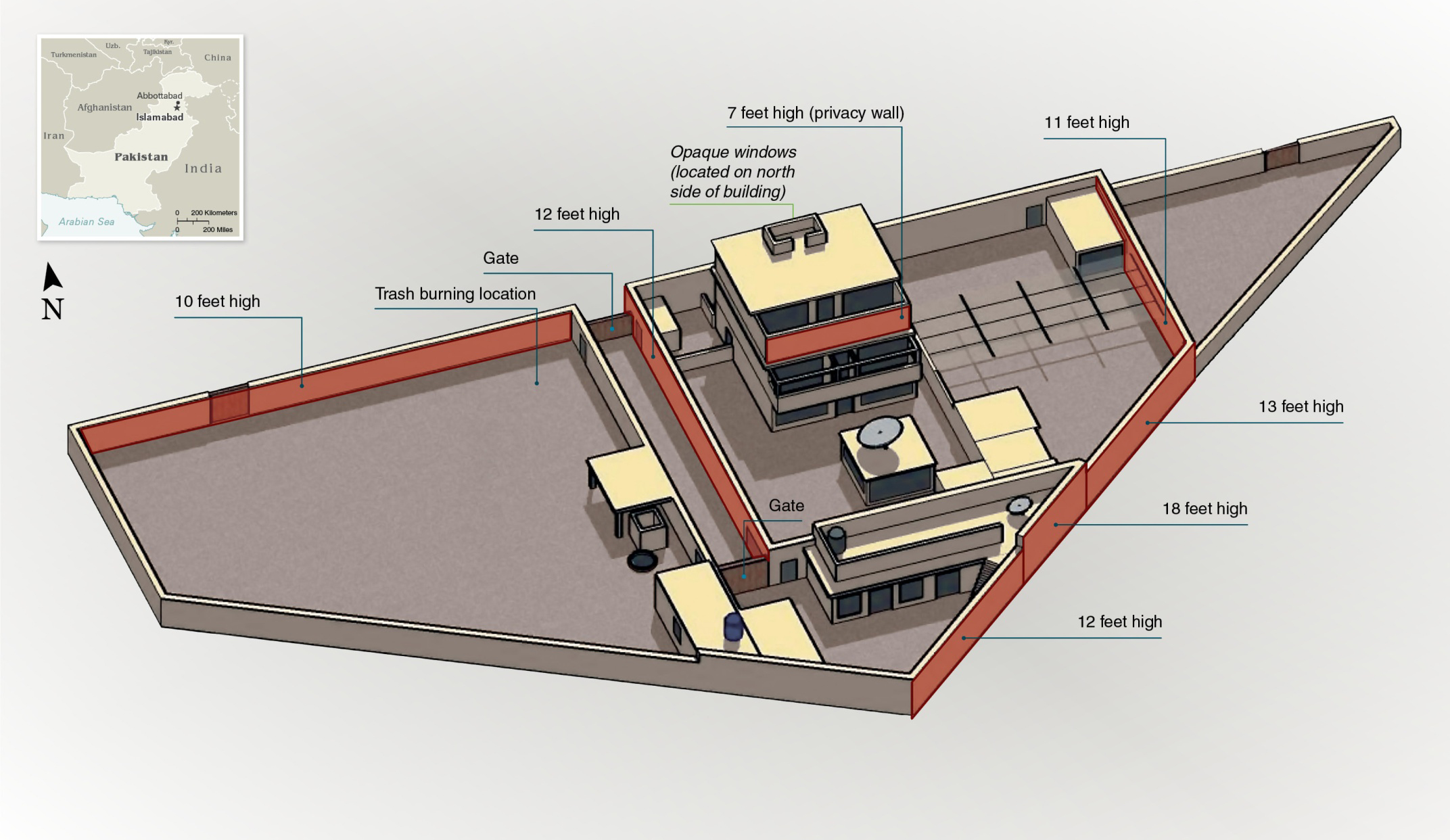
Szkic ufortyfikowanej rezydencji bin Ladena w Abbottabadzie

Operacja Włócznia Neptuna (ang. Operation Neptune Spear) – operacja wojskowa sił amerykańskich (oddział Navy SEALs – DEVGRU, Team Six) mająca na celu zabicie Osamy bin Ladena na terenie jego rezydencji w Abbottabadzie w Pakistanie.
Akcja została przeprowadzona 2 maja 2011 roku ok. 1:00 w nocy czasu pakistańskiego UTC+5:00 (22:00 1 maja czasu polskiego; 15:00 1 maja czasu waszyngtońskiego) i została potwierdzona na konferencji prasowej w Białym Domu przez prezydenta USA, Baracka Obamę.
Po 38-minutowej akcji ciało przywódcy Al-Ka’idy zostało zabrane do Afganistanu w celach identyfikacyjnych, a następnie pochowane w Oceanie Indyjskim w ciągu 24 godzin od śmierci.

## Przebieg operacji
Po zapoznaniu się z danymi wywiadu i potwierdzeniu, że jest duże prawdopodobieństwo, że Osama bin Laden jest obecny w swojej, wybudowanej w ciągu ostatnich pięciu lat, twierdzy w Abbottabad w Pakistanie, po przeprowadzonym ostatecznym rozpoznaniu przez Centralną Agencję Wywiadowczą (CIA) i po naradzie ze Sztabem Generalnym, prezydent wydał polecenie przeprowadzenia akcji „Włócznia Neptuna”. Oddział 24 komandosów sił specjalnych Navy SEALs Team Six (ST6) dowodzony przez Williama McRavena został przerzucony z lotniskowca USS „Carl Vinson” na pokładach czterech helikopterów (dwa typu Sikorsky Tf-160 Stealth Hawk) przez granicę Pakistanu, bez powiadomienia rządu tego kraju, w celu przeprowadzenia ataku.
Po przesłuchaniu świadków zamieszkujących rezydencję przedstawiciele władz Pakistanu potwierdzili, że akcja amerykańskich sił specjalnych w rezydencji, w której ukrywał się bin Laden, została przeprowadzona. Jej przebieg opisał w książce „Niełatwy dzień” jeden z członków Navy SEALs biorących udział w operacji, ukrywający się pod pseudonimem „Mark Owen”. Według jego relacji bin Laden został zabity dwoma strzałami w prawą część głowy. Odbyło się to na oczach jego dwóch żon i jego trzyletniego syna Husajna. Nie bronił się. Świadczy o tym fakt, że w jego pobliżu znaleziono dwa karabinki AK oraz pistolet Makarowa (nieustalony typ), do komór których nie były wprowadzone naboje. Tożsamość bin Ladena miały potwierdzić jedna z jego żon oraz dziewczynka, które znajdowały się w budynku. Oprócz tego zwłokom bin Ladena zrobiono serię zdjęć i pobrano próbki DNA z jego krwi i śliny. Następnie ciało zapakowano do plastikowego worka i przeniesiono do helikoptera. Po powrocie do bazy w Dżalalabadzie zwłoki bin Ladena zostały poddane badaniom przez CIA i FBI. Potem zostały one przetransportowane przez żołnierzy z 75. Pułk Rangersów do bazy Bagram, a stamtąd na lotniskowiec USS „Carl Vinson”.
„Owen” pisze też o dużej liczbie płyt CD, DVD, kart pamięci, pendrive’ów i komputerze zabranych przez żołnierzy z kryjówki bin Ladena. Ich liczba miała być tak duża, że komandosom skończyły się przygotowane do tego celu torby i musieli korzystać ze znalezionych w budynku toreb sportowych i nesesera.
Według wersji oficjalnej, zgodnie z tradycją islamską, przed upływem 24 godzin od śmierci zwłoki zostały pochowane (zrzucone z pokładu lotniskowca USS „Carl Vinson”) w Oceanie Indyjskim. Miało to na celu uniemożliwienie uczynienia z przywódcy Al-Ka’idy męczennika. Zgodnie z wykradzionymi przez Anonymous w lutym 2012 e-mailami cienia CIA, prywatnej agencji wywiadowczej Stratfor, ciało przetransportowano samolotem CIA do Dover w stanie Delaware, a następnie do Instytutu Patologii Sił Zbrojnych w Bethesda. Ośrodek zamknięto 4 miesiące po śmierci terrorysty.

## Konsekwencje operacji
W czasie akcji zginęły trzy inne osoby: syn bin Ladena oraz jego prywatny kurier wraz ze swoją żoną. Jedna z żon bin Ladena, Amal Abdulfattah al-Sadah, została raniona w udo kulą po tym, kiedy Osama użył jej jako żywej tarczy. Prezydent Obama oświadczył, że test DNA potwierdził tożsamość terrorysty.
W trakcie operacji z powodu awarii siły amerykańskie utraciły jeden z czterech (dwa Sikorsky Tf-160 Stealth Hawk / MH-60R i dwa MH-47 Chinook) helikopterów użytych w tej akcji. Uszkodzony helikopter komandosi wysadzili w powietrze, aby nie dostał się w obce ręce. Ogon helikoptera z rotorem i awioniką umieszczoną w ogonie nie został całkowicie zniszczony i stał się obiektem zainteresowania amerykańskich dziennikarzy. W operacji nie zginął żaden z amerykańskich żołnierzy. Po wykonaniu zadania oddział bezpiecznie ewakuował się pozostałymi trzema helikopterami.
Koszt operacji Włócznia Neptuna wyniósł 10 mln dolarów plus wartość straconego helikoptera, szacowaną na około 60 mln dolarów. Sekretarz stanu Hillary Clinton wezwała rząd Pakistanu do natychmiastowego zwrotu wraku helikoptera rządowi amerykańskiemu. Odmowa mogła spowodować utratę 16,5 mld dolarów finansowej pomocy amerykańskiej dla Pakistanu. 24 maja 2011 roku pakistańskie siły zbrojne oddały stronie amerykańskiej wrak śmigłowca.
W odpowiedzi na śmierć bin Ladena palestyńska organizacja terrorystyczna Hamas potępiła akcję amerykańskich sił specjalnych i nazwała lidera Al-Ka’idy szahidem (świętym męczennikiem).

## Operacja w kulturze masowej
Operacja znalazła duży oddźwięk w kulturze masowej, pojawiając się w szeregu filmów i książek:
- Polowanie na Bin Ladena (film dokumentalny, ang. Targeting Bin Laden; reżyseria: Bruce Goodison, scenariusz: Phil Craig, Bruce Goodison; Wielka Brytania 2011)
- Operacja Geronimo (książka, Chuck Pfarrer, Społeczny Instytut Wydawniczy „Znak” 2012)[20],
- Niełatwy dzień (książka, Mark Owen, Wydawnictwo Literackie 2013)[21],
- Wróg numer jeden (film fabularny, ang. Zero Dark Thirty, reżyseria: Kathryn Bigelow, USA, 2012)[22].